# آناتولی ننکف
آناتولی ننکاو (بلغاری: Анатоли Александров Нанков؛ زادهٔ ۱۵ ژوئیهٔ ۱۹۶۹) یک بازیکن فوتبال اهل بلغارستان است.
وی همچنین در تیم ملی فوتبال بلغارستان بازی کرده‌است.